# Nuoto ai Giochi della XXV Olimpiade - 100 metri dorso maschili
Hanno partecipato alle batterie di qualificazione 55 atleti: i primi 8 si sono qualificati per la finale A, i successivi 8 invece si sono qualificati per la finale B.

## Finale A
30 luglio 1992
| Posizione | Atleta              | Paese             | Tempo    |
| --------- | ------------------- | ----------------- | -------- |
|           | Mark Tewksbury      | Canada            | 53.98 RO |
|           | Jeff Rouse          | Stati Uniti       | 54.04    |
|           | David Berkoff       | Stati Uniti       | 54.78    |
| 4         | Martín López-Zubero | Spagna            | 54.96    |
| 5         | Vladimir Sel'kov    | Squadra Unificata | 55.49    |
| 6         | Franck Schott       | Francia           | 55.72    |
| 7         | Rodolfo Falcón      | Cuba              | 55.76    |
| 8         | Dirk Richter        | Germania          | 56.26    |

## Finale B
| Posizione | Atleta              | Paese    | Tempo |
| --------- | ------------------- | -------- | ----- |
| 9         | Yasuhiro Vandewalle | Belgio   | 56.36 |
| 10        | Stefann Maene       | Belgio   | 56.47 |
| 11        | Tino Weber          | Germania | 56.49 |
| 12        | Hajime Itoi         | Giappone | 56.64 |
| 13        | Tamás Deutsch       | Ungheria | 56.70 |
| 14        | Carlos Delmas       | Spagna   | 56.78 |
| 15        | Gueorgui Mihalev    | Bulgaria | 56.85 |
| 16        | Emanuele Merisi     | Italia   | 57.71 |

## Batterie di qualificazione
- Q = Qualificati per la finale A
- q = qualificati per la finale B

| Posizione | Atleta              | Paese               | Tempo   |
| --------- | ------------------- | ------------------- | ------- |
| 1         | Jeff Rouse          | Stati Uniti         | 54.63 Q |
| 2         | Mark Tewksbury      | Canada              | 54.75 Q |
| 3         | David Berkoff       | Stati Uniti         | 54.84 Q |
| 4         | Martín López-Zubero | Spagna              | 55.37 Q |
| 5         | Vladimir Sel'kov    | Squadra Unificata   | 55.72 Q |
| 6         | Franck Schott       | Francia             | 55.84 Q |
| 7         | Rodolfo Falcón      | Cuba                | 55.99 Q |
| 8         | Dirk Richter        | Germania            | 56.03 Q |
| 9         | Hajime Itoi         | Giappone            | 56.18 q |
| 10        | Yasuhiro Vandewalle | Belgio              | 56.20 q |
| 11        | Tino Weber          | Germania            | 56.27 q |
| 12        | Stefann Maene       | Belgio              | 56.34 q |
| 13        | Tamás Deutsch       | Ungheria            | 56.47 q |
| 14        | Gueorgui Mihalev    | Bulgaria            | 56.59 q |
| 15        | Carlos Delmas       | Spagna              | 56.62 q |
| 16        | Emanuele Merisi     | Italia              | 56.80 q |
| 17        | Manuel Guzman       | Porto Rico          | 56.93   |
| 18        | Raymond Brown       | Canada              | 56.98   |
| 19        | Thomas Stachewicz   | Australia           | 57.03   |
| 20        | Ilmar Ojase         | Estonia             | 57.08   |
| 21        | Rogerio Romero      | Brasile             | 57.28   |
| 22        | Derya Büyükunçu     | Turchia             | 57.38   |
| 23        | Stefano Battistelli | Italia              | 57.40   |
| 24        | Ratislav Bizub      | Cecoslovacchia      | 57.57   |
| 25        | Martin Harris       | Regno Unito         | 57.57   |
| 26        | Marcel Blazo        | Cecoslovacchia      | 57.61   |
| 27        | Keita Soraoka       | Giappone            | 57.64   |
| 28        | Eram Groumi         | Israele             | 57.67   |
| 29        | Alejandro Alvizuri  | Perù                | 57.72   |
| 30        | Adam Ruckwood       | Regno Unito         | 57.75   |
| 31        | Lin Laijiu          | Cina                | 57.85   |
| 32        | Seddon Keyter       | Sudafrica           | 57.94   |
| 33        | Simon Percy         | Nuova Zelanda       | 57.96   |
| 34        | Dragomir Markov     | Bulgaria            | 58.17   |
| 35        | Sebastian Lasave    | Argentina           | 58.22   |
| 36        | David Holderbach    | Francia             | 58.25   |
| 37        | Rudy Dollmayer      | Svezia              | 58.26   |
| 38        | Ricardo Busquets    | Porto Rico          | 58.42   |
| 39        | Thomas Sopp         | Norvegia            | 58.45   |
| 40        | Sang Joon Ji        | Corea del Sud       | 58.62   |
| 41        | Oliver Agh          | Ungheria            | 59.02   |
| 42        | Miguel Arrobas      | Portogallo          | 59.37   |
| 43        | Raymond Papa        | Filippine           | 59.58   |
| 44        | Leo Najera          | Filippine           | 59.92   |
| 45        | Toby Haenen         | Australia           | 1:00.08 |
| 46        | Patrick Sagisi      | Guam                | 1:01.84 |
| 47        | Marcos Pronos       | Paraguay            | 1:02.72 |
| 48        | Timothy Eneas       | Bahamas             | 1:03.10 |
| 49        | Salvador Jimenez    | Honduras            | 1:04.60 |
| 50        | Carl Probert        | Figi                | 1:04.92 |
| 51        | Jarrah Al-Asmawi    | Kuwait              | 1:05.53 |
| 52        | Abdulla Sultan      | Emirati Arabi Uniti | 1:08.22 |
|           | Nayef Al-Hasawi     | Kuwait              | DNS     |